# Philipp David Schwab
Philipp David Schwab (* 20. November 1806 in Steinsfurt; † 22. August 1864 in Hockenheim) war ein badischer Autor, Ökonom und von 1854 bis 1857 Bürgermeister der Gemeinde Hockenheim.
Schwab war seinerzeit ein „rühmlich bekannter Tabakpflanzer“, der sich um den Tabakanbau in Baden und der Pfalz verdient gemacht hat.
Im Auftrag des landwirtschaftlichen Vereins des Großherzogtums Baden unternahm er 1851 eine Reise in die Niederlande, um die als vorbildlich geltenden Tabakanbaumethoden der Niederländer zu studieren. Seine Ergebnisse veröffentlichte er 1852 in der Schrift „Der Tabaksbau in der Pfalz und in Holland“. In gekürzter Form erschien der Text im gleichen Jahr als Anhang in dem Werk „Der Tabak und sein Anbau“ von Hoffacker und von Babo.

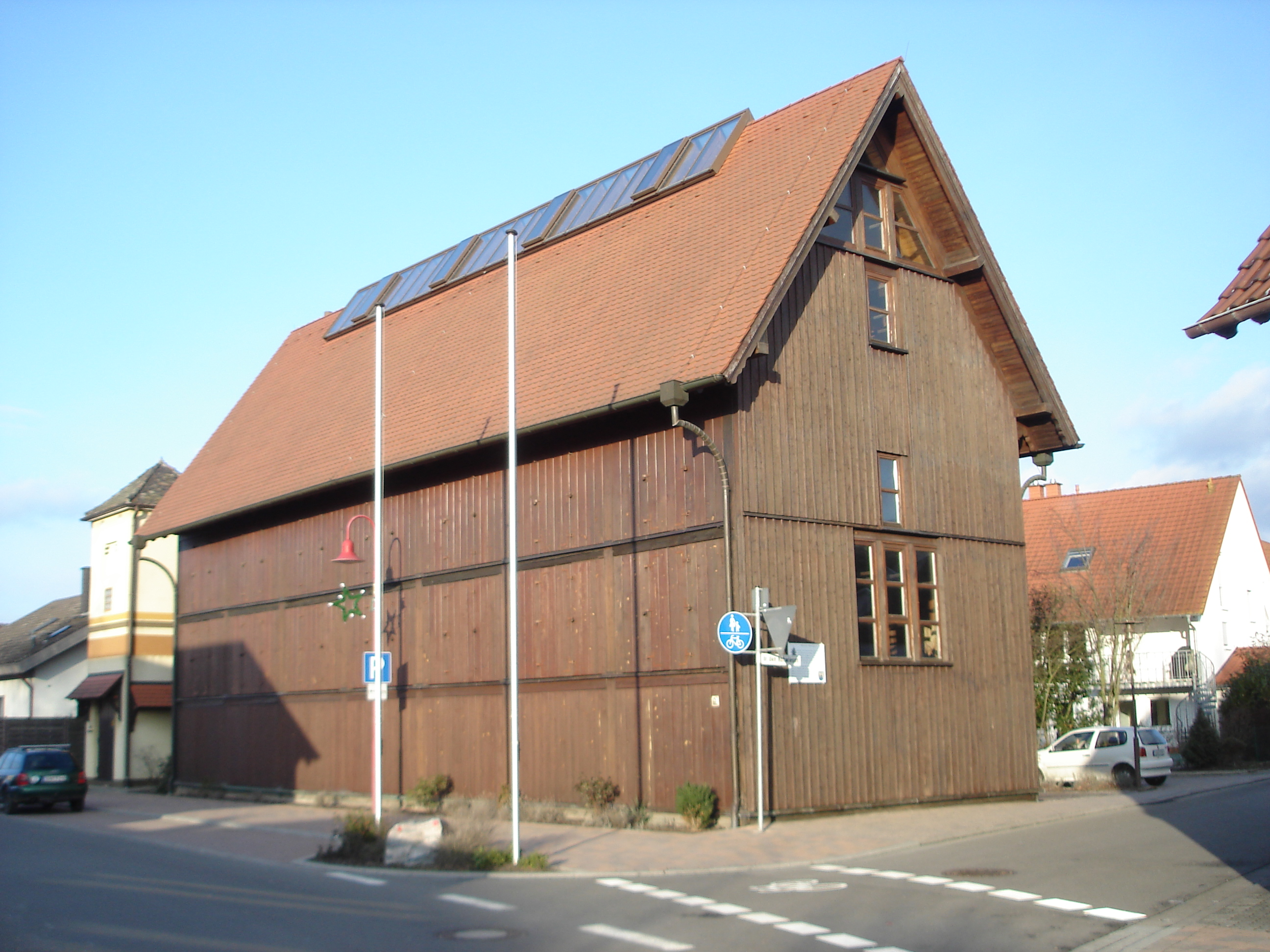
Tabakschuppen in Harthausen. Blick auf die Süd- und Westfassade

1852 wurde Schwab durch den bayrischen Prinzregenten Luitpold mit der Planung eines Tabakschuppens in der südpfälzischen Gemeinde Harthausen betraut. Schwab nahm sich die Elsässischen Tabakschuppen zum Vorbild. Der unter Denkmalschutz stehende Schuppen ist einer der ältesten der Pfalz und dient heute als Gemeindezentrum.
In Hockenheim ist eine Straße, die Philipp-Schwab-Straße, nach ihm benannt.